# Astragalus demetrii
Astragalus demetrii là một loài thực vật có hoa trong họ Đậu. Loài này được Charadze miêu tả khoa học đầu tiên.